# Giuseppe Garibaldi der Jüngere

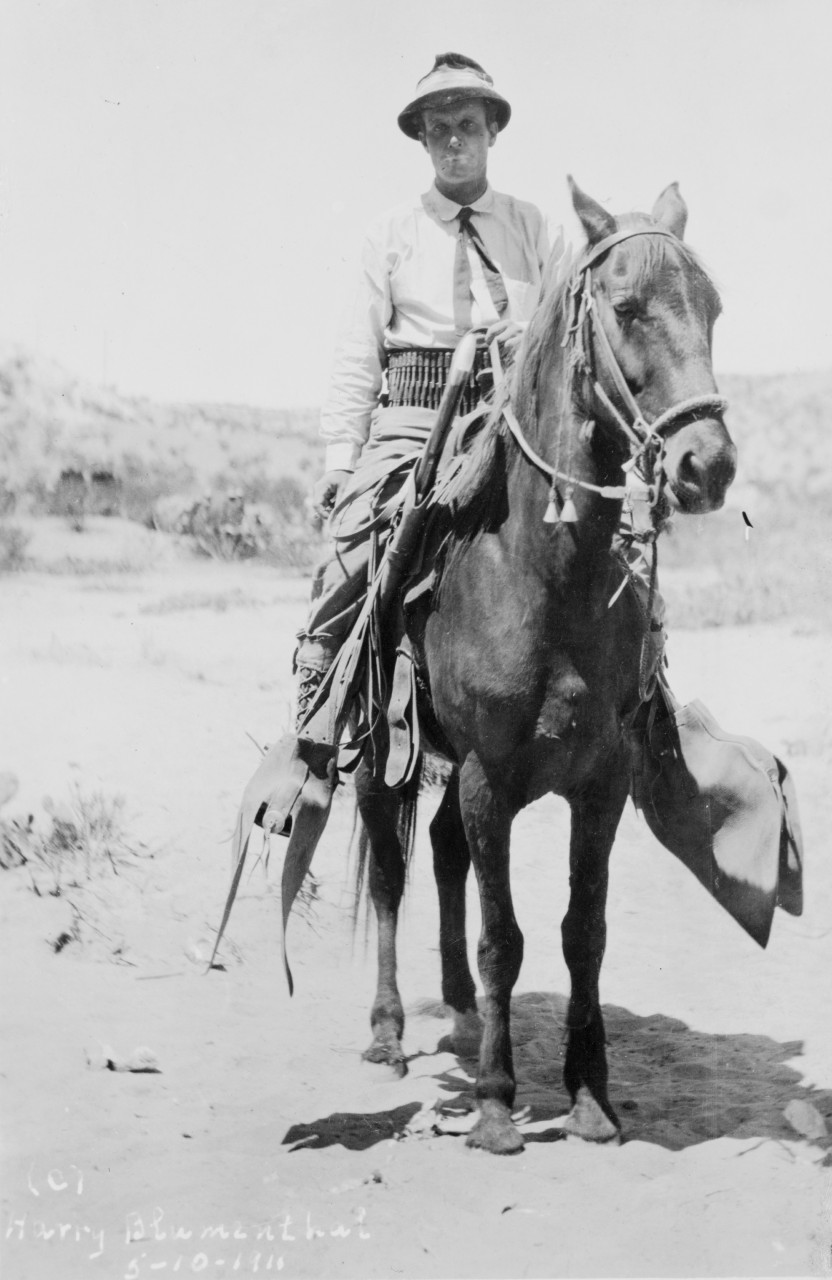
Giuseppe Garibaldi der Jüngere 1911 als Revolutionär in Mexiko

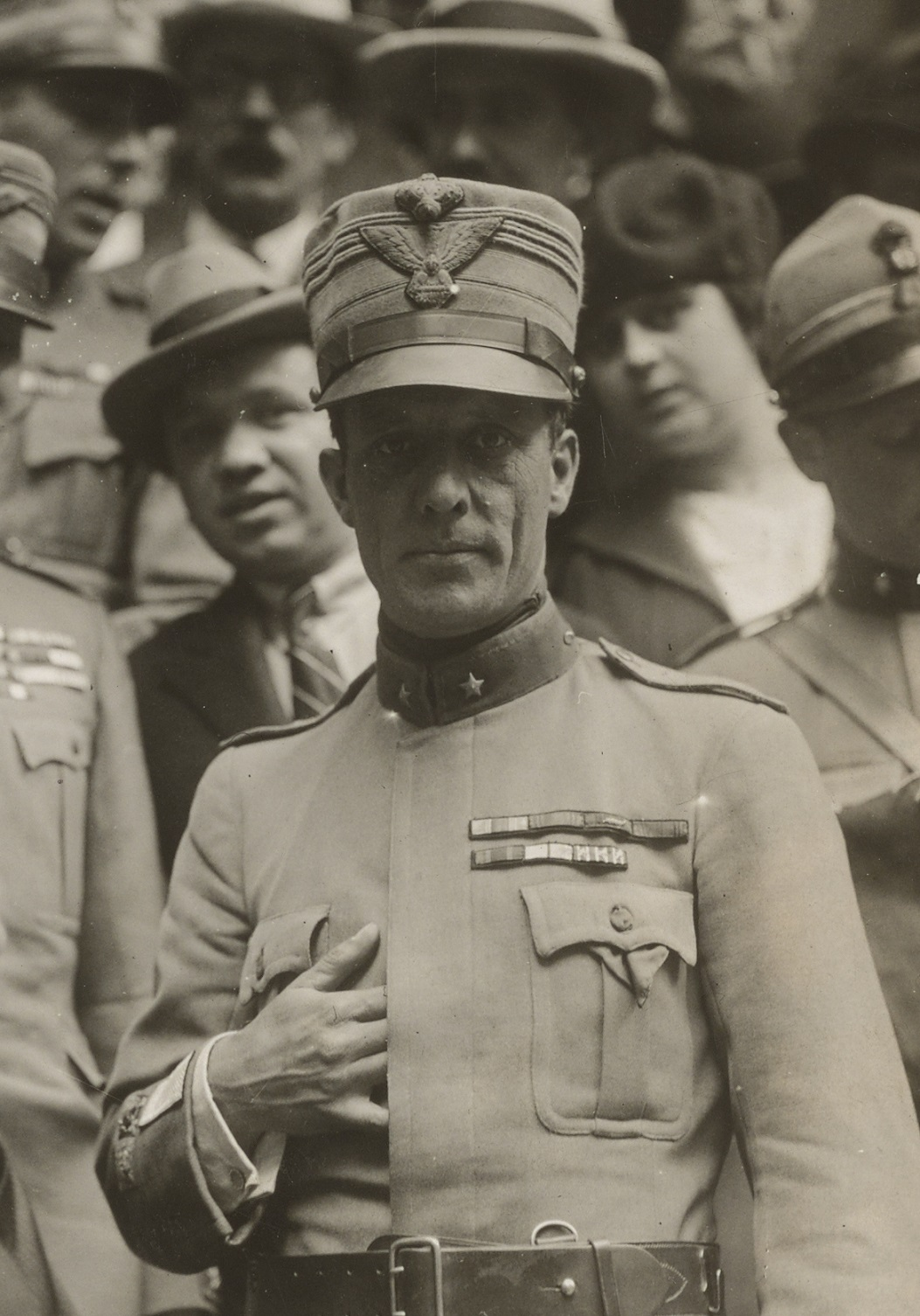
Giuseppe Garibaldi als General 1918 in Paris

Giuseppe („Peppino“) Garibaldi (* 29. Juli 1879 in Melbourne, Australien; † 19. Mai 1950 in Rom) war der Enkel Giuseppe Garibaldis, des berühmten Vorkämpfers für einen italienischen Nationalstaat im 19. Jahrhundert. Wie sein Großvater führte er das Leben eines militärischen Abenteurers und nahm an einer Reihe von Kriegen und bewaffneten Konflikten in Europa, Afrika, Mittel- und Südamerika teil.

## Leben
Giuseppe, genannt „Peppino“, war der Sohn von Ricciotti Garibaldi, dem 1847 geborenen zweiten Sohn Giuseppe Garibaldis aus seiner Ehe mit Ana Maria de Jesus Ribeiro. Bereits 1897 nahm er am Türkisch-Griechischen Krieg teil, wo sein Vater italienische Freiwillige kommandierte, die an der Seite der Griechen kämpften. Nachdem er am Burenkrieg in Südafrika auf britischer Seite teilgenommen hatte, ging er nach Südamerika. Hier verbrachte er die folgenden Jahre in verschiedenen Ländern, beispielsweise in Venezuela, wo er sich jenen zur Verfügung stellte, die zwischen 1901 und 1903 den diktatorisch regierenden Präsidenten Cipriano Castro bekämpften.
Nach dem Beginn der Mexikanischen Revolution schloss er sich Francisco Maderos Kampf gegen die Diktatur des mexikanischen Langzeitpräsidenten Porfirio Díaz an. Madero, der ihn besonders schätzte, betraute Garibaldi mit einem hohen Kommandoposten. Obwohl er solcherart dem Rang nach Pancho Villa und anderen Größen der Revolution gleichgestellt war, wurde Garibaldi als Ausländer in Mexiko dennoch nie so populär wie diese. Dazu trugen nicht nur sein Mangel an militärischen Fähigkeiten, sondern auch sein eitles und eingebildetes Wesen bei. Letzteres brachte ihn auch in Konflikt mit Pancho Villa, den Garibaldi als Feigling bezeichnete und dessen Beitrag zum Sieg über die Díaz-Truppen im Kampf um Ciudad Juárez im Mai 1911 er völlig negierte. Sein Interesse für die Revolution in Mexiko scheint Garibaldi aber ohnehin bald wieder verloren zu haben, denn 1912 war er wieder in Europa, wo er – abermals auf griechischer Seite – am Ersten Balkankrieg teilnahm. Während des Ersten Weltkriegs kämpfte er mit der Legione Garibaldina, einer von ihm aufgestellten Freiwilligeneinheit, zunächst für Frankreich. Nach dem Kriegseintritt Italiens 1915 wechselte er jedoch den Kriegsschauplatz, um am Kampf seines Heimatlandes gegen Österreich-Ungarn teilnehmen zu können. Dafür wurde er 1918 zum Brigadegeneral ernannt.
Da Garibaldi kein Freund der Faschisten war, die 1922 die Macht in Italien übernommen hatten, wanderte er schließlich in die Vereinigten Staaten aus, wo er sich schon vor dem Ersten Weltkrieg aufgehalten hatte. Dort heiratete er, lebte in Manhattan, war unter anderem beim Rundfunk tätig und schrieb an seinen Memoiren. Vom Heimweh geplagt, machte er schließlich doch noch seinen Frieden mit den Faschisten und kehrte nach Italien zurück, wo er 1950 in Rom verstarb.

## Trivia
Die Plaza Garibaldi („Garibaldi-Platz“) in Mexiko-Stadt, die wegen ihrer zahlreichen Restaurants und Bars sowie den hier häufig zu sehenden Mariachigruppen bekannt ist, wurde nach Giuseppe Garibaldi dem Jüngeren benannt.

## Werke
- A Toast to Rebellion. Garden City, New York: Garden City Publishing Co., 1937.